# Studio Vinyl Collection
Studio Vinyl Collection è un box set del cantautore italiano Zucchero Fornaciari, pubblicato il 23 settembre 2016 dalla Universal Music Group.

## Descrizione
Pubblicato in concomitanza con le prime date del Black Cat World Tour, il box set consta di un cofanetto ad edizione limitata professionale e numerata in legno, alluminio e metallo contenente tutti i 13 album in studio di Zucchero, editi fino al 2016, in vinile colorato da 180 grammi, due 45 giri in vinile di Senza una donna con posterdisc e di Come il sole all'improvviso in duetto con Gino Paoli, un libro cartonato di 192 pagine con foto e immagini per ognuno degli studio album e un'esclusiva T-shirt personalizzata con stampa fronte/retro.

## Tracce

### Album
1. Un po' di Zucchero (argento)
2. Zucchero & The Randy Jackson Band (arancione trasparente)
3. Rispetto (rosa)
4. Blue's (incolore pieno)
5. Oro incenso & birra (oro)
6. Miserere (viola)
7. Spirito DiVino (giallo)
8. Bluesugar (blu, doppio LP)
9. Shake (bianco, per la prima volta in vinile)
10. Fly (incolore trasparente)
11. Chocabeck (verde scuro)
12. La sesión cubana (verde)
13. Black Cat (rosso trasparente)

### Singoli
1. Senza una donna
2. Come il sole all'improvviso

## Successo commerciale
Il box set è stato pubblicato in 1 000 copie, tutte acquistate.

## Classifiche
| Classifica (2016) | Posizione massima |
| ----------------- | ----------------- |
| Italia (vinili)   | 11                |